# Romanos 14
Romanos 14 é o décimo-quarto capítulo da Epístola aos Romanos, de autoria do Apóstolo Paulo, no Novo Testamento da Bíblia.

## Manuscritos
- O texto original é escrito em grego Koiné.
- Alguns dos manuscritos que contém este capítulo ou trechos dele são:
  - Codex Vaticanus
  - Codex Sinaiticus
  - Codex Alexandrinus
  - Codex Ephraemi Rescriptus
  - Codex Carolinus
- Este capítulo é dividido em 23 versículos.

## Estrutura
A Tradução Brasileira da Bíblia organiza este capítulo da seguinte maneira:
- Romanos 14:1-12 - A tolerância para os que têm escrúpulos
- Romanos 14:13-23 - Não ponhais tropeço a um irmão